# 似芒果頂背節蜱
似芒果頂背節蜱（学名：Tegonotus paramangiferae）为節蜱科頂背節蜱屬下的一个种。